# Кыргызстан на юношеских Олимпийских играх
Кыргызстан в 2010 году впервые выступил на юношеских Олимпийских играх.
Спортсмены Кыргызстана на всех юношеских Олимпийских играх выиграли в сумме 7 медалей, из них 1 золотую, медали выиграны на летних Играх; в неофициальном медальном зачёте спортивная делегация Кыргызстана занимает 69-е место.

## Таблица медалей

### Летние Игры
| Игра              | Спортсмены       | Золото | Серебро | Бронза | Всего | Место |
| ----------------- | ---------------- | ------ | ------- | ------ | ----- | ----- |
| Сингапур 2010     | 8                | 1      | 0       | 2      | 3     | 47    |
| Нанкин 2014       | 7                | 0      | 1       | 0      | 1     | 70    |
| Буэнос-Айрес 2018 | 13               | 0      | 2       | 1      | 3     | 67    |
| Дакар 2026        |                  |        |         |        |       |       |
| Всего участий: 3  | Всего участий: 3 | 1      | 3       | 3      | 7     | 67    |

### Зимние Игры
| Игра             | Спортсмены       | Золото | Серебро | Бронза | Всего | Место |
| ---------------- | ---------------- | ------ | ------- | ------ | ----- | ----- |
| Инсбрук 2012     | 1                | 0      | 0       | 0      | 0     | -     |
| Лиллехаммер 2016 | 1                | 0      | 0       | 0      | 0     | -     |
| Лозанна 2020     | 2                | 0      | 0       | 0      | 0     | -     |
| Канвондо 2024    |                  |        |         |        |       |       |
| Всего участий: 3 | Всего участий: 3 | 0      | 0       | 0      | 0     | -     |

## Медалисты

### Летние Игры

#### В составе сборной Кыргызстана
| Медаль  | Имя                | Год               | Вид спорта |                                    |
| ------- | ------------------ | ----------------- | ---------- | ---------------------------------- |
| Золото  | Урматбек Аматов    | Сингапур 2010     | Борьба     | Мужчины Греко-римская борьба 58 кг |
| Бронза  | Шадыбек Сулайманов | Сингапур 2010     | Борьба     | Мужчины Греко-римская борьба 58 кг |
| Бронза  | Болот Токтогонов   | Сингапур 2010     | Дзюдо      | Мужчины 100 кг                     |
| Серебро | Ростилав Дашков    | Нанкин 2014       | Дзюдо      | Мужчины 100 кг                     |
| Серебро | Денис Петрашов     | Буэнос-Айрес 2018 | Плавание   | Мужчины, брасс на 100 м            |
| Серебро | Эльмирбек Садыров  | Буэнос-Айрес 2018 | Борьба     | Мужчины Греко-римская борьба 60 кг |
| Бронза  | Хасан Баудунов     | Буэнос-Айрес 2018 | Фехтование | Шпага                              |

#### В составе смешанной сборной НОК
| Медаль  | Имя               | Год               | Вид спорта | Дисциплина        |
| ------- | ----------------- | ----------------- | ---------- | ----------------- |
| Серебро | Хасан Баудунов    | Буэнос-Айрес 2018 | Плавание   | Смешанная команда |
| Бронза  | Султан Женишбеков | Буэнос-Айрес 2018 | Дзюдо      | Смешанная команда |

### Медали по видам спорта
| Страна                | Золото | Серебро | Бронза | Всего |
| --------------------- | ------ | ------- | ------ | ----- |
| Борьба                | 1      | 1       | 1      | 3     |
| Дзюдо                 | 0      | 1       | 1      | 2     |
| Плавание              | 0      | 1       | 0      | 1     |
| Фехтование            | 0      | 0       | 1      | 1     |
| Всего видов спорта: 4 | 1      | 3       | 3      | 7     |

## Знаменосцы
| Номер | Год               | Сезон | Знаменосец           | Вид спорта             |
| ----- | ----------------- | ----- | -------------------- | ---------------------- |
| 6     | Лозанна 2020      | Зима  | Елена Бондарец       | Биатлон и Лыжные гонки |
| 5     | Буэнос-Айрес 2018 | Лето  | Нурбек Айданбек уулу | Баскетбол              |
| 4     | Лиллехаммер 2016  | Зима  | Кундуз Абдыкадырова  | Биатлон                |
| 3     | Нанкин 2014       | Лето  | Курсант Толонов      | Тяжёлая атлетика       |
| 2     | Инсбрук 2012      | Зима  | Зафар Шахмуратов     | Лыжные гонки           |
| 1     | Сингапур 2010     | Лето  | Болот Токтогонов     | Дзюдо                  |

## Источник
- Кыргызстан на Олимпийских и юношеских Олимпийских играх